# Coniocompsa traceyae
Coniocompsa traceyae är en insektsart som beskrevs av Tim R. New 1990. Coniocompsa traceyae ingår i släktet Coniocompsa och familjen vaxsländor. Inga underarter finns listade i Catalogue of Life.